# Rhynchostegium psilopodium
Rhynchostegium psilopodium là một loài rêu trong họ Brachytheciaceae. Loài này được Ignatov & Huttunen mô tả khoa học đầu tiên năm 2002.